# OB 맥주
오비맥주(Oriental Brewery)는 대한민국 서울특별시 강남구에 본사를 둔 기업이다. 과거 동양맥주주식회사로 두산의 계열사였으나 현재는 세계 최대 맥주회사 AB인베브의 자회사이다. 프리미엄OB, 카스, 카스라이트, 카프리 등의 맥주를 생산하고 있다. 경기도 이천시, 광주광역시, 충청북도 청주시 등 총 3개 생산공장이 있는데 1993년 전국체전 야구경기와 2007년 전국체전 고등부 야구경기를 광주공장 야구장에서 개최한 바 있었다.

## 역사
1991년 낙동강 페놀 오염 사건으로 대대적인 두산그룹 불매운동이 벌어졌고, 이는 OB 맥주에도 예외는 아니었다. OB 맥주는 맥주시장 1위를 차지하고 있었으나 1991년 1분기 점유율 69%에서 2분기 점유율 55%로 대폭 하락했다. 그 결과 두산그룹은 소비재 기업은 대중의 인식에 따라 매출의 등락이 심하다는 것을 인지했고, 두산그룹이 소비재 기업을 매각하고 중공업 분야로 진출하게 되는 주 원인이 됐다. 1994년 6월 '카스(Cass)' 맥주를 출시했다. 카스는 2012년부터 현재 맥주 점유율 1위를 달성하고 있다. 1995년 7월 '카프리(Cafri)' 맥주가 출시됐다. 1999년 두산그룹은 벨기에의 인터브루와 지분합작을 해 OB 맥주 새 법인을 세웠다.
2001년에는 두산그룹이 네덜란드의 홉스 코퍼레이티브 유에이에 지분 45%를 매각했다. 두산그룹의 남은 주식은 2006년 6월에 인베브에 매각했다.
2014년 11월 '더프리미어OB(The premier OB)' 맥주를 출시했다.
2021년 2월 '한맥(Hanmac)' 맥주를 출시하였다.

## 연혁
- 1933년 12월 기린소화맥주 영등포공장 완공
- 1952년 5월 동양맥주주식회사 창립
- 1955년 5월 OB생맥주 시판
- 1970년 9월 OB흑맥주 시판
- 1974년 3월 OB맥주 디자인변경
- 1974년 5월 OB맥주 중병 500ml 출시
- 1977년 5월 동양맥주 개발한 포도주 마주앙 시판
- 1980년 2월 동양맥주,미국 캐나다 씨그램사 합작 OB씨그램 설립
- 1981년 2월 OB캔맥주 시판
- 1981년 3월 동양맥주 네덜란드 하이네켄 인터내셔널 사 제휴로 네덜란드 맥주 브랜드 하이네켄 시판
- 1981년 7월 동양맥주 OB씨그램 위스키공장 이천공장 준공
- 1981년 8월 OB씨그램 합작으로 위스키 블랙스톤 출시
- 1983년 3월 동양맥주 이천공장 위치를 한 맥주전시관 오픈
- 1984년 3월 OB씨그램 영국 시바스 브라더스 사 투자출자협의
- 1984년 4월 OB씨그램 영국 시바스 브라더스에 원료공급로 받아 생산을 한 100%정통 스카치위스키 패스포트 출시
- 1985년 11월 OB맥주 86아시안게임,88서울올림픽 공식후원사 지정
- 1986년 4월 동양맥주 개발한 저알콜 저칼로리 맥주 OB라이트 출시
- 1987년 1월 특급위스키 디프로매트 출시
- 1987년 5월 동양맥주 광주공장 완공
- 1987년 7월 동양맥주 미국 안호이저부쉬(현,AB인베브) 사 합작으로 비치우드 숙성 맥주 버드와이저 출시
- 1989년 6월 드라이맥주 OB수퍼드라이 출시
- 1992년 2월 OB맥주 디자인 변경
- 1992년 5월 동양맥주 구미공장 완공
- 1992년 5월 20~30대 젊은층겨냥 새로운 맛 맥주 OB SKY 시판
- 1993년 9월 맥주맛 음료 OB사운드 출시
- 1994년 3월 아이스 공법맥주 OB아이스 출시
- 1994년 10월 소비자를 개발하여 참여시켜 만든맥주 넥스NEX 출시
- 1995년 3월 동양맥주주식회사에서 오비맥주주식회사 사명 변경
- 1995년 7월 숙성 맥주 OB라거 출시
- 1995년 7월 프리미엄급 맥주 카프리 (병,캔맥주) 출시
- 1997년 2월 OB맥주 영등포공장을 최신 생산시설에 경기도 이천공장으로 이전
- 1997년 3월 OB맥주 인터넷 홈페이지 개설
- 1997년 5월 OB맥주 두산음료 합병
- 1997년 5월 회오리공법으로 맥주 뉴OB라거 출시
- 1998년 9월 → 2001년 두산그룹에서 벨기에 인터브루로 매각
- 1999년 12월 법정관리 중이던 진로쿠어스맥주에 대한 매각입찰에 4,800억원에 응찰하여 낙찰받았으며[5] 기존 상호를 진로쿠어스맥주에서 카스맥주로 상호변경 및 카스 재출시[6]
- 2001년 3월 카스맥주주식회사를 흡수합병[7]
- 2006년 6월 OB라거 리뉴얼 제품 OB블루 출시
- 2006년 8월 저칼로리 맥주 카스 아이스 라이트 출시
- 2006년 9월 OB블루 대용량 1.8L 큐팩 출시
- 2007년 6월 카프리 초냉각 0℃ 생맥주 출시
- 2007년 7월 6.9도 비열처리맥주 카스레드 출시
- 2008년 4월 레몬맥주 카스레몬 출시
- 2009년 5월 AB인베브, 미국계 사모펀드인 KKR에 18억달러에 매각[8]
- 2009년 10월 카프리 1L 큐팩 출시
- 2010년 5월 저칼로리 맥주 카스라이트 출시
- 2010년 9월 몰트어퀴지션주식회사와 합병
- 2010년 12월 한국스페셜티맥주주식회사를 흡수합병
- 2010년 12월 오비맥주-日 산토리 수입맥주 더 프리미엄 몰츠 판매제휴
- 2011년 3월 신개념 정통맥주 OB골든라거 출시
- 2011년 3월 멕시코 CERVECERIA MODELO사 수입판권제휴로 코로나 엑스트라 출시
- 2011년 4월 오비맥주 옛,영등포공장 자리에 담금솥 서울시에 기증
- 2011년 9월 산토리 더 프리미엄 몰츠 가정용 캔 출시
- 2011년 10월 산토리 더 프리미엄 몰츠 3+1 스페셜 패키지 출시
- 2013년 3월 산토리 더 프리미엄 몰츠 벚꽃 패키지 출시
- 2013년 6월 산토리 더 프리미엄 몰츠 2013 세계주점박람회 참가
- 2014년 1월 AB인베브, KKR로부터 58억 달러(6조 2천억)에 인수[8]
- 2014년 1월 오비맥주 프레데리코 프레이레 사장 취임
- 2014년 11월 숙성 맥주 프리미엄 OB (펄스너,바이젠) 출시
- 2015년 1월 몰트홀딩 주식회사를 합병
- 2015년 5월 카스 블루캔 리뉴얼 출시
- 2015년 10월 독일 정통 흑맥주 프리미엄 OB 둔켈 출시
- 2016년 8월 분홍빛 과일맥주 호가든 로제 출시
- 2016년 8월 신개념 칵테일 발효주 믹스테일 출시
- 2017년 6월 캔 칵테일 발효주 믹스테일 아이스 출시
- 2017년 8월 음악을 위한 맥주 레드락 (라거,스타우트)캔맥주으로 출시
- 2017년 10월 오비맥주-자이글 업무제휴 계약 체결 외식사업 추진
- 2017년 11월 오비맥주 포항 지진 피해지역에 생수 1만병 긴급 지원
- 2018년 1월 오비맥주 브루노 코센티노 사장 취임
- 2018년 4월 수제맥주 업체 크래프트 브루어리언의 더핸드앤몰트 사업인수
- 2018년 4월 카스맥주 2018피파 러시아 월드컵 공식맥주 '뒤집어 버려' 캠페인
- 2018년 4월 카스캔맥주 프레시캡,프레시탭 기술 적용
- 2018년 4월 오비맥주-환경재단과 미래 물 지킴이 수호천사 캠페인
- 2018년 4월 청소년 음주예방 캠페인 가족소통 미니 웹드라마 가족톡톡 SNS에 공개
- 2018년 7월 카스 캔맥주 미니캔 250ml 출시
- 2018년 7월 오비맥주-대구광역시 소외계층을 위한 나눔 실천
- 2018년 7월 카스 캔맥주 500ml 프레시탭 적용
- 2018년 7월 오비맥주-가톨릭평화방송 청소년 음주예방 캠페인 가족소통 미니 웹드라마 가족톡톡(6편 특별 방영)
- 2018년 8월 오비맥주 청주공장 환경안전경영 우수사례 교육
- 2018년 9월 스텔라 아르투아,호가든 추석선물세트 출시
- 2018년 10월 카스 미니캔 TV광고 13일에 온에어
- 2018년 10월 이태원 카사 코로나에서 맥주,요가,브런치 이색 이벤트 비어요가 (28~29일)
- 2018년 11월 벨기에 전통 맥주 스텔라 아르투아 캔맥주 디자인 교체
- 2018년 11월 오비맥주 서울 금천구에 7호 행복도서관
- 2018년 11월 오비맥주 이천,청주,광주공장 일주일간 셧다운제 실시(생산라인 임직원 휴가)
- 2018년 12월 2018 대한민구 일하기 좋은 100대 기업 대상 수상(오비맥주)
- 2018년 12월 오비맥주 물과 사람 60초 영화제 시상식 개최
- 2019년 1월 카스 2019 특별 패키지 에디션 출시
- 2019년 1월 오비맥주 사회공언 브랜드 OB좋은세상 선포
- 2019년 2월 발포주 필굿 출시
- 2019년 4월 생맥주 공법으로 만든 맥주 카스후레쉬 리뉴얼 출시
- 2019년 4월 오비맥주 카스-유튜브 인터랙티브 영화 아오르비 제작(7월 15일 유튜브 대공개)
- 2019년 6월 오비맥주 2025년까지 맥주 운반 차량 30%에 친환경차량를 교체
- 2019년 8월 카스 태극기 한정판 단독판매
- 2019년 8월 스텔라 아르투아 월드 비어 어워드(WBA)2019 수상
- 2019년 8월 스텔라 아르투아 추석선물세트 출시
- 2019년 8월 카스 인터랙티브 영화 아오르비 한달만에 조회수 500만뷰 기록(2019년 소비자신뢰대상 최우수상 - 올해 독창적인 광고 부문)
- 2019년 9월 OB라거 뉴트로 제품 한정판 출시
- 2019년 11월 OB라거 뉴트로 500ml 병제품 출시
- 2020년 1월 오비맥주 벤 베르하르트 사장 취임
- 2020년 4월 카스맥주-라이언 한정판 쇼퍼백 판매
- 2020년 4월 카스 포장지 100% 재생용지 패키지 리뉴얼
- 2020년 6월 카스후레쉬, 카스라이트가 벨기에 국제식음료품평원(iTQi) 주최한 2020 국제식음료품평회에서 우수 미각상 수상
- 2020년 6월 저온숙성맥주 카스 프레시 콜드 부르드 재출시(대형마트 판매 및 7월초부터 슈퍼마켓,편의점 등 판매)
- 2020년 8월 국산 햅쌀을 첨가한 맥주 코리안라거 한맥라거 출시
- 2020년 9월 오비맥주 11년만에 CI 전면 교체
- 2020년 10월 네이버웹툰 유미의 세포들 협업을 통해 유미의 위트 에일 출시
- 2020년 11월 무알콜맥주 카스제로0.0 출시 (온라인쇼핑 쿠팡 출시 및 마트,슈퍼마켓 출시)
- 2020년 12월 카스라이트 포장 패키지 리뉴얼 재출시
- 2021년 2월 국내산 쌀을 첨가한 맥주 코리안라거 한맥 출시 이후에 재출시
- 2021년 3월 카스프레시 투명병으로 재출시 (4월초에 전국적으로 판매개시)
- 2021년 8월 오비맥주 이천,청주,광주공장 태양광 에너지 설치 착공식 (연간 5,600톤 이상 탄소 감축)
- 2022년 6월 카스후레쉬, 카스라이트, 카스0.0, 한맥, 오비라거가 국제식음료품평원(iTi) 주최한 2022 국제식음료품평회에서 국제 우수 미각상(Superior Taste Award) 수상
- 2022년 6월 프리미엄 발포주 오엠지(OB Multi Grain, OMG) 출시
- 2022년 9월 S2O 송크란 뮤직 페스티벌 여름축제 공식후원사 지정 (과천 서울랜드에서 진행)

## 제품소개
- 카스
  - 카스프레시
  - 카스라이트
  - 카스제로
  - 카스레몬스퀴즈
- 버드와이저
- 스텔라
- 카프리
- 필굿
- 핸드앤몰트
- 한맥
- 호가든
  - 호가든로제
  - 호가든보타닉
- 블루걸 맥주 (수출용)

## 사업장

### 본사
- 주소 : 벨기에 루벤 브루 웨르 플레인 1 3000 엔하이저 부시 인베브

### 한국지사
- 주소: 서울특별시 강남구 영동대로 517, 8층 (삼성동, 아셈타워)

### 청주공장
- 주소: 충청북도 청주시 서원구 현도면 현도공단로 151[9]

### 이천공장
- 주소: 경기도 이천시 부발읍 경충대로 2314[10]

### 광주공장
- 주소: 광주광역시 북구 양일로 177 (일곡동)[11]

### 남양주제1공장
- 주소 : 경기도 남양주시 화도읍 폭포로 361-1 (창현리)

## 캠페인
2018년 3월 22일 세계 물의 날을 맞아 서울 강남구 탄천 일대에서 ‘맑은 하천 만들기’ 캠페인에 참여했다.

## 사건
- 1991년 3월 14일과 4월 22일에 두산전자 구미공장에서 폐놀 30여톤과 1.3여톤 낙동강에 무단 방출사건이 있었다. 두산전자 공장에서 벌어진 사건이었지만 두산 제품 불매운동이 일어나 두산 계열사였던 OB맥주도 함께 불매운동의 대상이 되었다. 이 사건으로 맥주시장에서 OB 맥주 판매률이 감소가 되었다. 이 사건 후부터 대구지방환경청 공무원 7명,두산전자 관계자 6명 구속되고, 구미시 공무원 11명이 징계 조치를 받았다, 두산그룹 박용곤 회장이 직책에서 사임하고, 당시 환경처(환경부) 허남훈 장관 등이 경질되었다.
- 2013년 7월, OB 맥주는 OB 골든라거 제품에 가성소다가 혼입되는 일이 일어났다는 사실을 알고도 맥주의 생산과 판매를 계속했으며 한 달이 지나서야 자진 회수를 하였다.[13]
- 2013년 12월, 국세청이 오비맥주의 최대주주인 외국계 사모펀드 콜버그 크래비스 로버츠(KKR)와 어피니티 에쿼티 파트너스(AEP)에 1557억원의 세금을 추징한 것이 알려졌다. 2009년 AB인베브로부터 인수한 후 4년 동안 7100억원의 배당금을 받았는데 배당 소득에 대한 세금을 한푼도 내지 않았기 때문이다. KKR 등은 우선 추징금을 납부한 뒤 조세심판원에 불복 절차를 밟았다.[14]
- 2014년 8월, 카스 맥주에서 악취가 난다는 소비자들의 불만 제보가 잇따랐다.[15]
- 2018년 1월, 오비맥주 희망퇴직 노조 측은 경영상황 나쁘지 않다고 하지만 사측은 정해진 수순으로 밟는 것에 불과했다.[16]

## 논란

### 오가든
벨기에산 수입 맥주인 호가든을 오비맥주가 광주공장에서 직접 생산해서 판매하면서 붙은 별명. 오비맥주가 국내에서 생산하면서 맛은 떨어졌는데 수입 맥주 가격을 받는다는 비판이 있었다. 수입맥주에 유리한 과세체계와 수입맥주 선호 현상때문에 호가든 캔의 경우 국내 생산을 줄이고 수입 물량을 늘이는 중이다. 호가든 병맥주는 국내 생산을 유지하고 있고 호가든 생맥주는 국내에서 생산한 바 없으며 수입해서 유통한다.

## 같이 보기
- 맥주
- 앤하이저부시 인베브
- 두산 베어스
- 두산그룹

### 경쟁 주류 업체
- 하이트진로
- 롯데칠성음료 주류 사업부
- 보해양조
- 대선주조
- 금복주